# Sant Gregori
Sant Gregori is een gemeente in de Spaanse provincie Girona in de regio Catalonië met een oppervlakte van 49 km². Sant Gregori telt 3.553 inwoners (1 januari 2016).

## Demografische ontwikkeling
Bron: INE, 1857-2011: volkstellingen
Opm.: In 1857 werden de gemeenten Cartella, Contenstins, Domeny, Ginestar, San Medir, San Pons en Tayala aangehecht